# Sorta Magora
Sorta Magora ist eine 2018 gegründete Funeral-Doom-Band.

## Geschichte
Sorta Magora ist eines diverser Projekte des Multiinstrumentalisten Olmo „Déhà“ Lipani, der mit SLOW, Deos, Imber Luminis und Yhdarl bereits Popularität vor der Gründung des Projektes besaß. Für Sorta Magora agierte Lipani mit Veronika „Dryáda“ Madžová. Das Debütalbum des multinationalen Projektes Nič erschien 2019 über das chinesische Label Pest Productions und wurde überwiegend positiv aufgenommen, mitunter wurde die Veröffentlichung als Geheimtipp des Genres angepriesen. Kritische Stimmen bemängelten das Album als generische Ausführung im Genre selbst und als Beleg für die kreativen Grenzen des Funeral Doom.

## Stil
Band und Label bewerben die Musik als „Extreme Funeral Doom“ mit Einflüssen aus dem Black Metal sowie einer stilistischen Nähe zu Wormphlegm, konventionelleren Khanate und Abruptum. Inhaltlich beschreiben die Musiker ihr Konzept als „Hymne an Nichts, Dunkelheit und Trostlosigkeit“. Rezensenten bestätigen die Einordnung verweisen jedoch ebenso auf eine Gratwanderung zwischen Depressive Black Metal und Death Doom. Der Band gelänge es, gerade durch die Wahl das Debüt als durchgehendes Stück zu konzipieren unterschiedliche Facetten des Genres und seiner inhärenten Atmosphäre auszuloten. Das Gitarrenspiel variiere von fragmentierten Melodien zu kakophonen Eruptionen die mit Black Metal und Sludge assoziiert werden, derweil die Musik im Gesamten dennoch als überwiegend reduziert und minimalistisch wahrgenommen wird.

„The basic, metronomic drums are huge, the guitars sound like they were recorded in a cathedral, the vocals, which largely stick to one note wails of despair, are appropriately enhanced to fit with this mix.“

„Das einfache, metronomische Schlagzeug klingt groß, die Gitarren klingen wie in einer Kathedrale aufgenommen, der Gesang, der sich größtenteils als verzweifeltes Wehklagen präsentiert, wird entsprechend angepasst um sich besser in den Mix zu fügen.“

## Diskografie
- 2019: Nič (Album, Pest Productions)